# ヨコエソ
ヨコエソ（よこえそ、Sigmops gracilis）は、ワニトカゲギス目ヨコエソ科の深海魚。

## 分布
北太平洋の深海に分布する。昼夜にかかわらず200-1,000m層、とくに300-700m層を中心に出現する。一部が夜間200m以浅に上昇することもあるが稀。 後期稚魚(全長20-30mm)は、300-700m層、とくに300-500m層に分布する。昼夜垂直移動を行なわないと推定される。卵および全長20mm以下の稚魚の垂直分布は不明
。

## 形態
全長12cm。体が細長く、側扁する。口は大きく、眼の後方まで開く。下あごにひげがない。体の背側にも発光器がある
。
脂鰭を有しない。腹側発光器は37～38。臀鰭基底は長い。本種には背側発光器と尾鰭下部発光腺を有することでツマリヨコエソと区別可能。